# George Michael Chambers

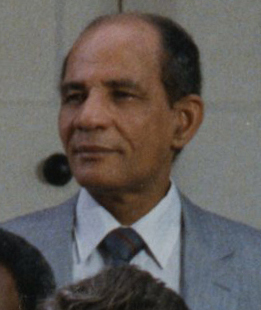
George Chambers (1986)

George Michael Chambers (* 4. Oktober 1928 in Port of Spain, Trinidad; † 4. November 1997 ebenda) war ein Politiker und von 1981 bis 1986 Premierminister von Trinidad und Tobago.

## Politische Laufbahn und Minister
Chambers arbeitete zunächst bei mehreren Ölgesellschaften des Landes. Er begann seine politische Laufbahn 1956 mit der erfolgreichen Kandidatur zum Repräsentantenhaus. In den folgenden Jahren war er Generalsekretär der Partei People’s National Movement (PNM). 1966 wurde er vom damaligen Premierminister Eric Williams zum Parlamentarischen Staatssekretär im Finanzministerium berufen. Später war er Minister für Finanzen, Öffentliche Einrichtungen und Wohnungsbau, Nationale Sicherheit, Erziehung, Industrie und Handel sowie für Landwirtschaft, Ländereien und Fischerei. Auch als Williams ihn als Finanzminister entließ, verlor er nicht die Unterstützung der PNM, die ihn zum stellvertretenden Vorsitzenden wählte.

## Premierminister und Wahlniederlage

### Amtszeit als Premierminister
Nach dem Selbstmord von Williams am 29. März 1981 wurde Chambers am darauf folgenden Tag vom damaligen Präsidenten Ellis Clarke zum Premierminister ernannt und zum Vorsitzenden der PNM gewählt.
Während seiner Amtszeit änderte Chambers die Ausrichtung der PNM. Er selbst war nicht an der Rassenpolitik seines Amtsvorgängers beteiligt, die in der Vergangenheit zu spaltenden Einflüssen auf Trinidad geführt hatte. Seine Politik war nationalistisch als auch sozialistisch geprägt. Zum einen förderte er jegliche Ansiedlung von privaten Unternehmen, während er andererseits die staatlichen sozialen Wohlfahrtsprogramme und den staatlichen Wirtschaftssektor aufrechterhielt. Anders als sein Amtsvorgänger Williams war er bemüht eine Konferenz der Premierminister der Karibik einzuberufen um die generellen regionalen Probleme der Region zu lösen. Bei den Parlamentswahlen am 9. November 1981 wurden Chambers und die PNM mit großer Mehrheit wiedergewählt.

### Wirtschaftskrise und Wahlniederlage 1986
Mit dem in der Mitte der 1980er Jahre begonnenen Ende des Ölbooms, der Trinidad und Tobago in den 1970er-Jahren zu einem der reichsten Staaten der Karibik gemacht hatte, sank die Popularität von Chambers. Berühmt wurde dabei sein Ausspruch „Die Party ist zu Ende, zurück zur Arbeit“ („Fete over back to work“). Nachdem er im Wahlkampf vorgeschlagen hatte, um Finanzhilfen des Internationalen Währungsfonds (IWF) zur Stützung der Wirtschaft zu bitten, erlitt die PNM bei der Parlamentswahl 1986 eine landesweite Niederlage, bei der die PNM nur drei der 36 Sitze im Repräsentantenhaus erhielt. Am 18. Dezember 1986 wurde Chambers durch Arthur N. R. Robinson als Premierminister abgelöst. Zugleich übergab er das Amt des Vorsitzenden der PNM an Patrick Manning. Nach der Wahlniederlage zog sich Chambers aus dem politischen Leben zurück. Als der Rohölpreis innerhalb der nächsten zwei Jahre abstürzte und das Land bereits tief verschuldet war, nahm Robinson den von Chambers vorgeschlagenen Kredit von 200 Millionen US-Dollar beim IWF auf. 2009 wurde Chambers postum der höchste Orden seines Heimatlandes, der Order of the Republic of Trinidad and Tobago, verliehen.